# Кэсэн
Кэсэн (кэсэн: ケセン語, кэсэн̃гó; яп. ケセン語; кэсэнго） — самопровозглашённый независимый язык Японии. Теоретически представляет собой диалект кэсэнского княжества, был разработан местным активистом, врачом Харуцугу Ямаурой (яп. 山浦玄嗣 Ямаура Харуцугу), предложившим проект орфографии, словарь, грамматику и правила произношения. Для записи кэсэн используются две письменности: на основе латиницы и японского письма.

## Название языка

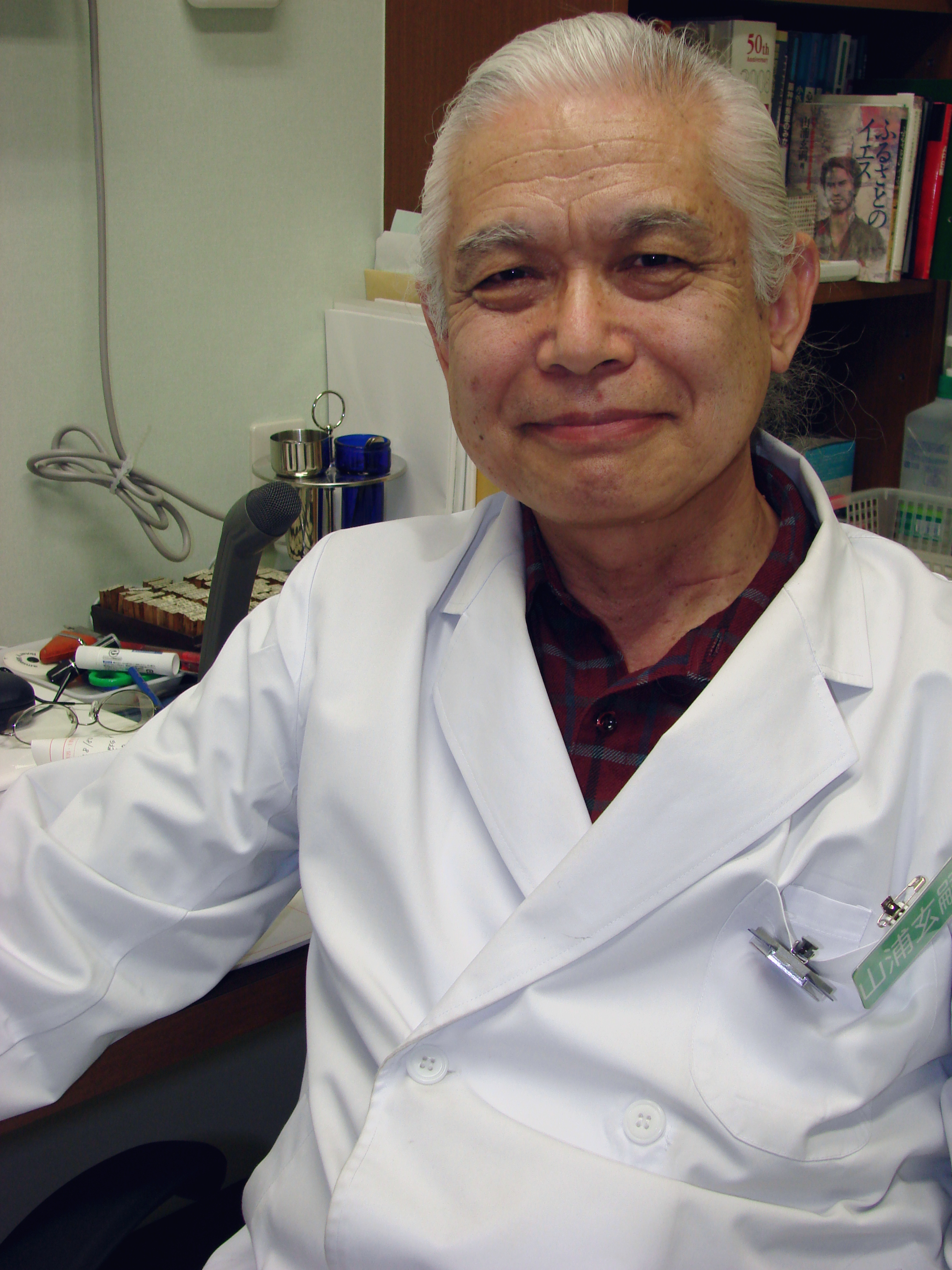
Доктор Харуцугу Ямаура

Согласно Ямауре, на кэсэн оказал большое влияние язык эмиси. Например, слово кэсэн айнского происхождения, от кэсэ мой (небольшая бухта на южной вершине) и kese ma (обтёсанное место). Ямаура предположил, что кандзи, использующиеся сегодня для обозначения кэсэн (気仙) — это атэдзи времён королевства Ямато. Он, соответственно, предлагает использовать для записи названия языка катакану:  (яп. ケセン).

## Реакция
Местная речь часто называлась (и называется) диалектом кэсэн (яп. 気仙方言 кэсэн хо:гэн). Говор Иватэ часто называется кэсэнским диалектом, однако письменность ему дали работы Ямауры. В отличие от рюкюских языков на Окинаве, его статус как отдельного языка почти не обсуждается. Ямаура подвергается критике в связи с тем, что он всего лишь придал самостоятельный статус существовавшему диалекту, а с другой стороны, Ямаура создал кэсэнскую письменность и грамматику, важные параметры для выяснения статуса языка.

## Пример текста
Начало Евангелия от Матфея, пятая глава.
- Кэсэн

латиницей:
Sonadǎdo mo kig’i dér dar tōri, —Managú ni a managû. Ha ní a hǎ— 'te kadarar’er déru. N' dar domó, ora á kadar' té ogu. Warumono ní hamugawú na. Daré ga a sonada á mig̃iri no hottabû hadag'í dara, hindári no hottabú mo dasí-nare.
японским письмом:
其方等も聞いでだ通り、「目にァ目ゥ。歯にァ歯ァ」って語らィでる。んだども、自分ァ語っておぐ。悪者に刃向がうな。誰がぁ其方ぁ右の頬ゥ叩ァだら、左の頬も出なれ。
- Японский (классический японский язык. wikisource:ja:マタイ伝福音書-第五章 (文語訳))

латиницей:
«Me ni wa me o, ha ni wa ha o» to ieru koto aru o nanjira kikeri. Saredo ware wa nanjira ni tsugu, ashiki mono ni temukau na. Hito moshi nanji no migi no hō o utaba, hidari o mo muke yo.
японским письмом:
「目には目を、齒には齒を」と云へることあるを汝ら聞けり。されど我は汝らに告ぐ、惡しき者に抵抗ふな。人もし汝の右の頬をうたば、左をも向けよ。
- Русский

Вы слышали, что сказано: око за око и зуб за зуб. А Я говорю вам: не противься злому. Но кто ударит тебя в правую щеку твою, обрати к нему и другую.